# ガリレオ (探査機)
ガリレオ (Galileo) は、1989年10月18日にアメリカ航空宇宙局（NASA）が打上げた木星探査機である。1995年12月7日に木星周回軌道へ到達し、2003年9月に木星大気圏へ制御落下させられるまで、木星とその衛星観測を続けた。名前は天文学者のガリレオ・ガリレイに因む。

## 構造

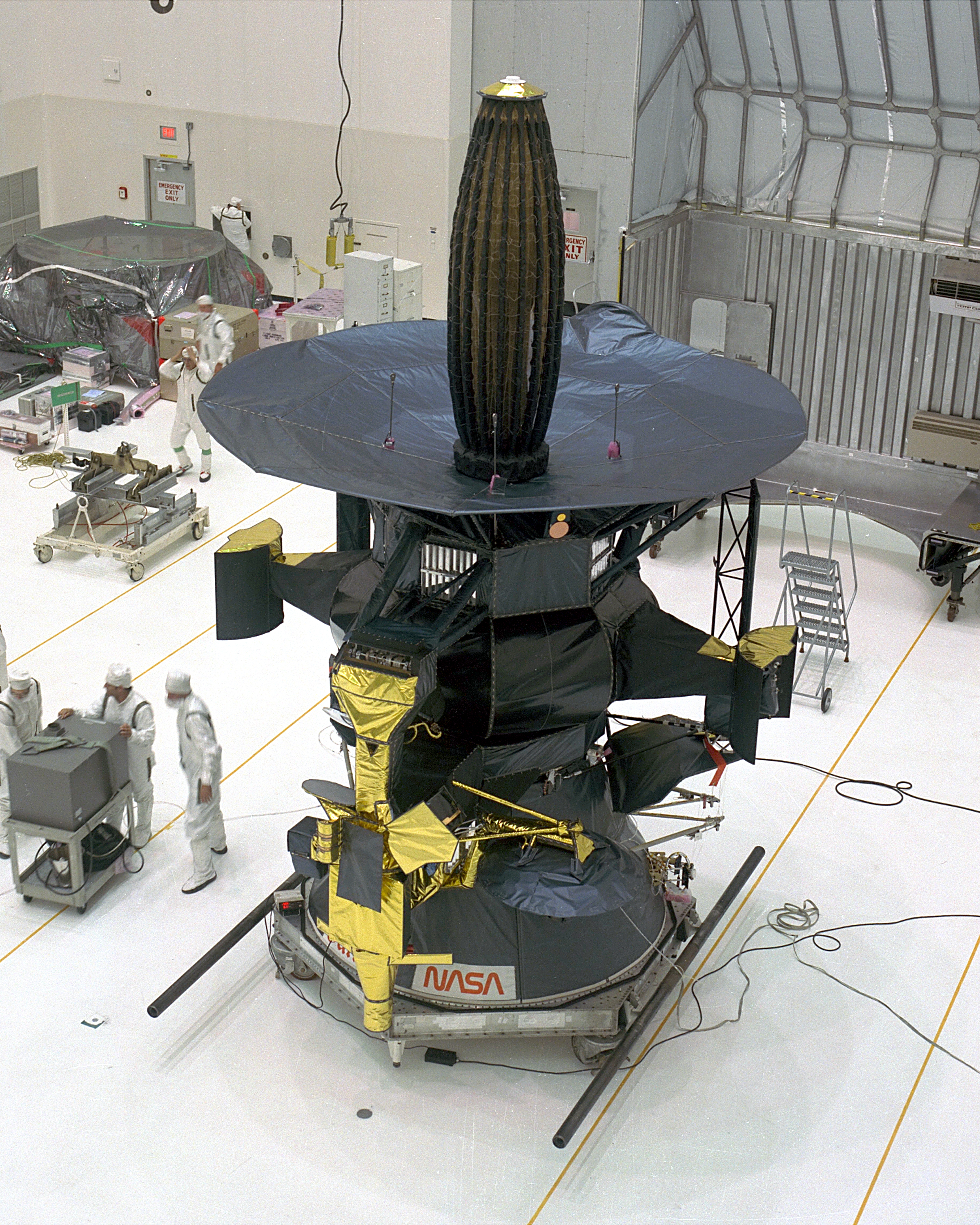
打上げへ向けて準備中のガリレオ。

オービター（軌道周回観測機）とプローブ（大気圏突入観測機）で構成されている。
オービターは800×800画素のCCDカメラや各種の計測機器を搭載し、また地球との通信用に大小2基、プローブとの通信中継用に1基のアンテナを装備していたが、主アンテナ（高利得アンテナ）は予定通りに展開せず、地球との通信には小型アンテナが用いられた。主アンテナより低速でしか交信出来ないため、探査機プログラムを遠隔操作で書き換え、観測データを圧縮して送信させるようにするなどの対策が取られた。電源はプルトニウムを熱源とした原子力電池である。
プローブはオービター下部に掴まった形で軌道まで運ばれる。木星の大気圏への突入に対して耐えられるよう頑強な円錐型のカバーに包まれている（冒頭のプローブ画像は観測機本体のみのアップ）。放出された後は3段階に開くパラシュートで減速を計り、外郭部を切り離し本体のみとなり、観測機本体に繋がっている3段目のパラシュートが開かれ本格的な大気圏内の観測が始まる。

## 飛行過程

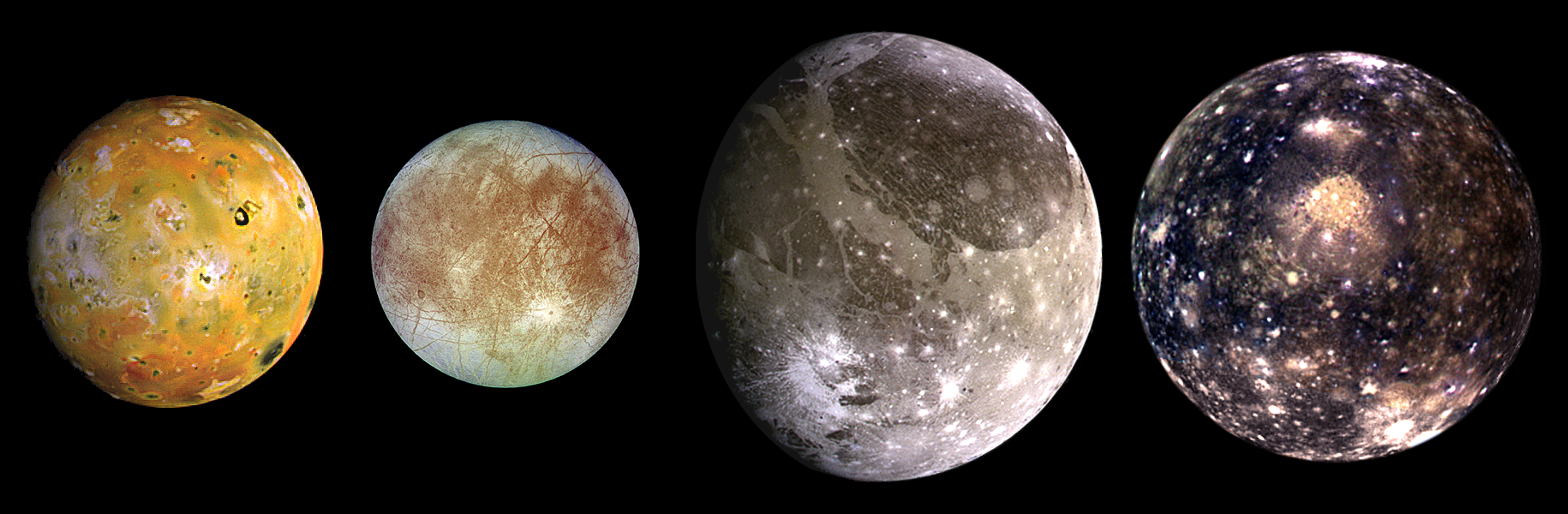
ガリレオが撮影したガリレオ衛星（左からイオ・エウロパ・ガニメデ・カリスト）

当初、1986年5月にスペースシャトルで打上げられ、セントールによって木星へ直行する軌道に乗る予定であったが、チャレンジャー号爆発事故によって打上げは延期された。また、液体燃料を使用するセントールをスペースシャトルに搭載する計画は液体燃料が危険との判断から変更された。液体燃料ロケットであるセントールよりも比較的安全であるとされる固体ロケットの慣性上段ロケット（ISU）を用い、木星へ直接向かう代わりに一旦逆の金星に向かい、金星、地球、地球とスイングバイを行って増速する方法を用いて木星に向かった。この方法は VEEGA（Venus Earth Earth Gravity Assist）と呼ばれる。また金星周辺を通ることとなったため、強烈な太陽光線からの保護を目的として、全体が「日除け」で覆われた構造となった。
- 1989年10月18日：アトランティス (STS-34) のペイロードベイ（貨物室）に搭載されて打上げられた。一度低軌道までスペースシャトルで上がった後、ペイロードベイより探査機を放出した。オービタが充分に安全な距離を取って離れた後、探査機を載せたIUSに点火、地球周回軌道を離れて最終的に木星へと至る旅に出発した。
- 1990年
  - 2月10日：金星スイングバイ。
  - 12月8日：1回目の地球スイングバイ。
- 1991年
  - 4月11日：高利得アンテナ展開失敗。事前に公表されていた想像図とは違い、実際はパラボラアンテナを閉じた状態のまま、別の小型アンテナで通信することとなった。
  - 10月29日：小惑星ガスプラに接近観測。
- 1992年12月8日：2回目の地球スイングバイ。
- 1993年8月28日：小惑星イダに接近観測。
- 1994年7月21日：シューメーカー・レヴィ第9彗星の木星衝突を観測。
- 1995年
  - 7月13日：プローブ分離。
  - 12月7日プローブが木星大気圏へ突入、57分後に通信途絶するまでデータを送り続けた。また同日、オービターも木星周回軌道へ入り、それから7年余りに渡って木星や各ガリレオ衛星、アマルテアなどへの接近観測を繰返す。
- 2000年12月、土星探査機カッシーニが木星スイングバイを行う際に木星の磁気圏を共同観測する「ジョイント・ミッション」を行う。
- 2003年9月21日：当初の予定より遥かに長期間のミッションを経て、木星大気圏へ突入することとなった。これは姿勢制御用燃料が尽きたガリレオが衛星のどれか、特に生物が存在する可能性があると考えられているエウロパへ落下した場合、探査機に付着している地球の微生物が衛星環境を汚染してしまう恐れがあったからである。

## プラネタリウム作品
- 「はるかなる木星へ -AROUND JUPITER-」（エクスプローラーズジャパン（株）/ 横浜モバイルプラネタリウム合作）
  - ガリレオ・ガリレイによる木星観測、パイオニア、ボイジャーによる直接探査、そして当探査機の旅立ちから本体木星突入までをCGと実際の画像を交え映像化した作品。全天周デジタルバージョンとスライド＋VTRバージョンの2通り。ナレーションは野島裕史。音楽は蒲池愛。2009年5月から8月まで宮城県大崎市の、同9 - 12月まで東京都府中市のプラネタリウムで上映。

## 画像

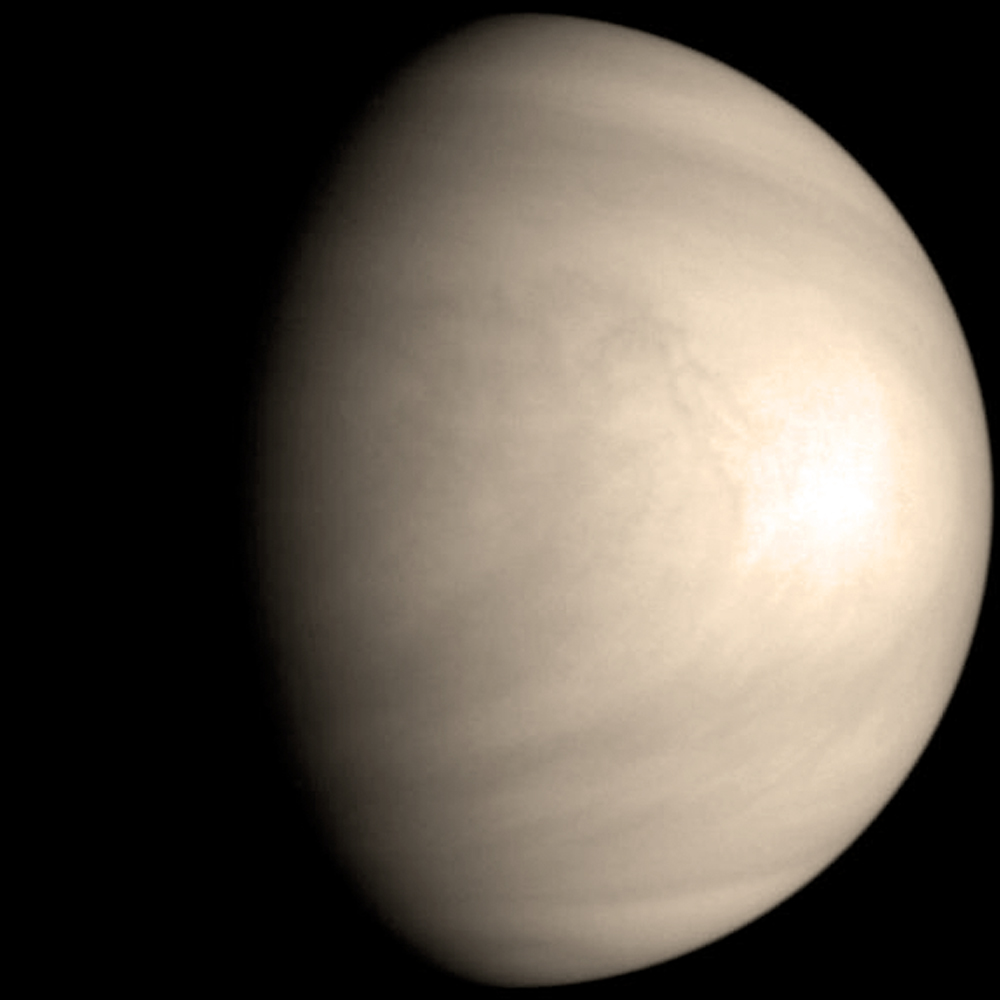
ガリレオが写した金星
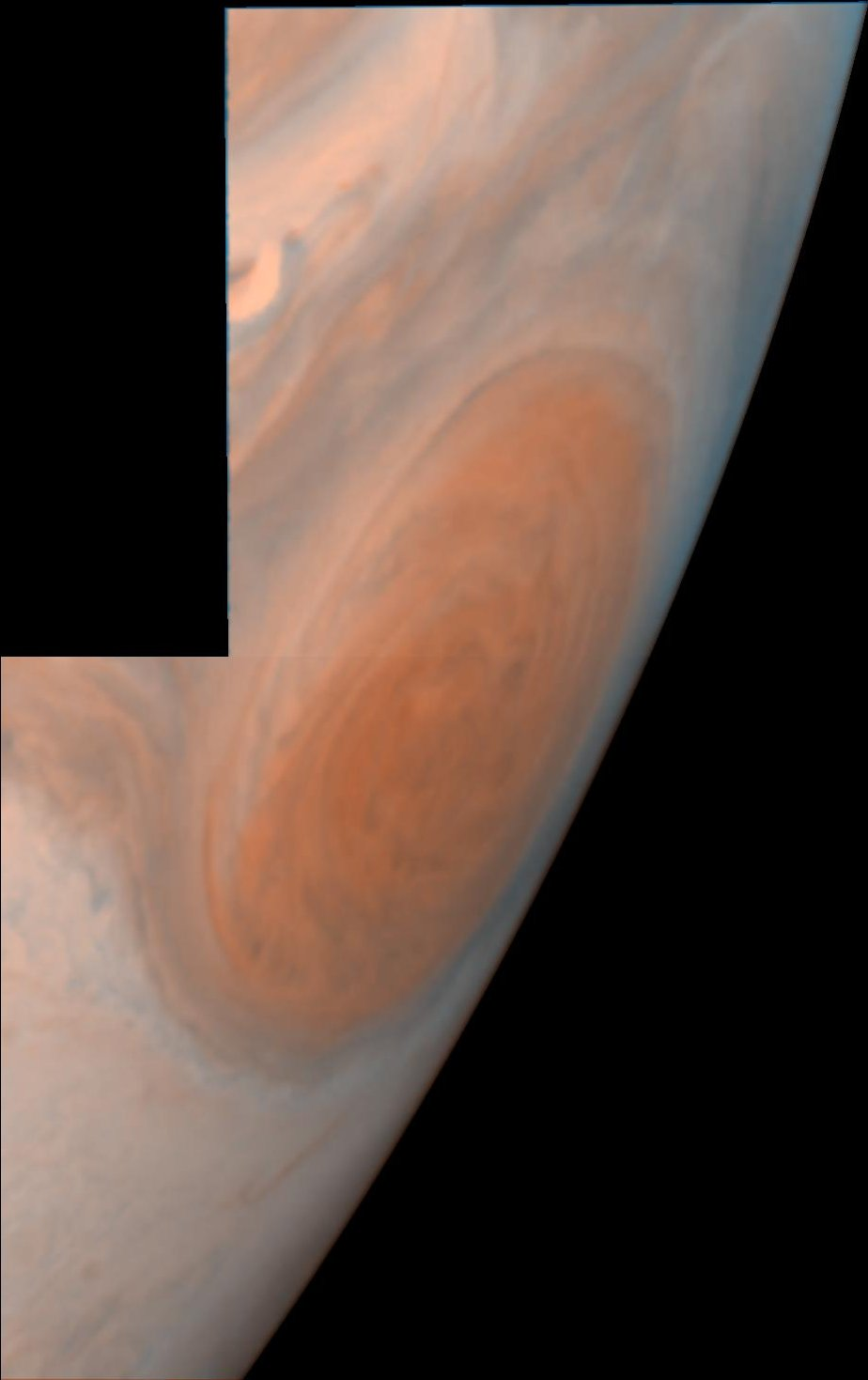
ガリレオが写した木星の大赤斑
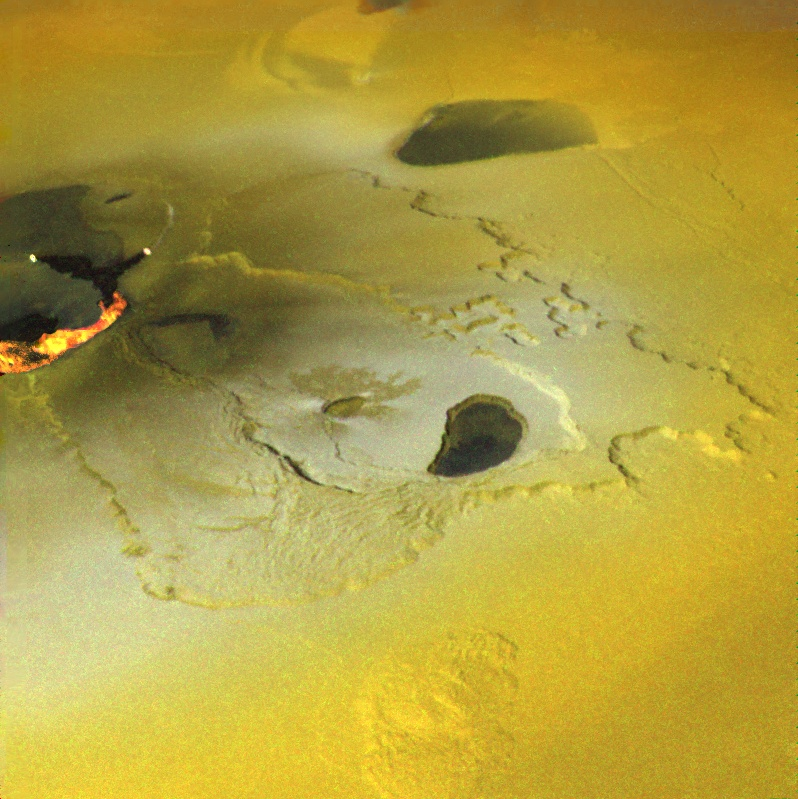
木星の第1衛星イオの火山
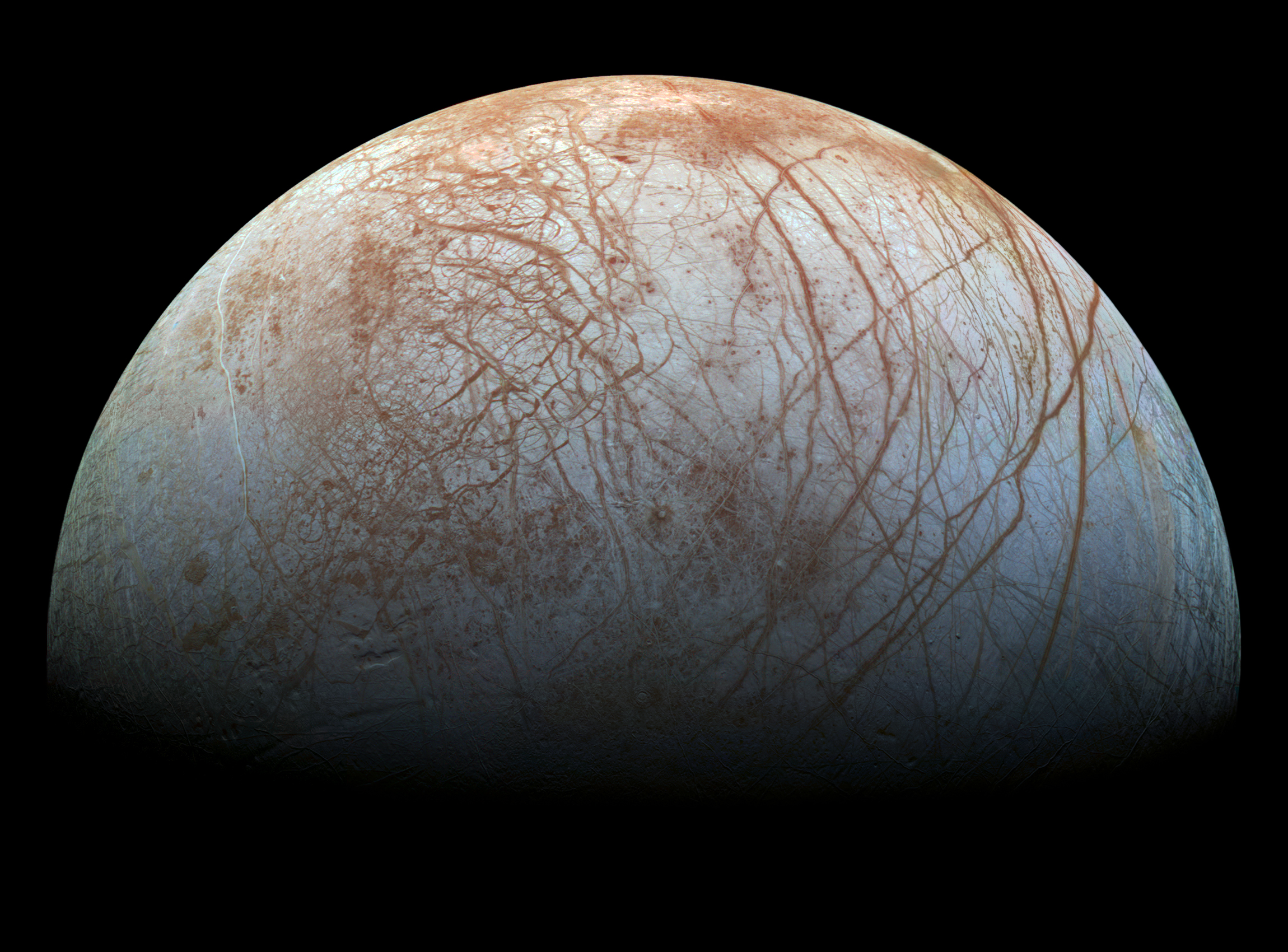
木星の第2衛星エウロパ
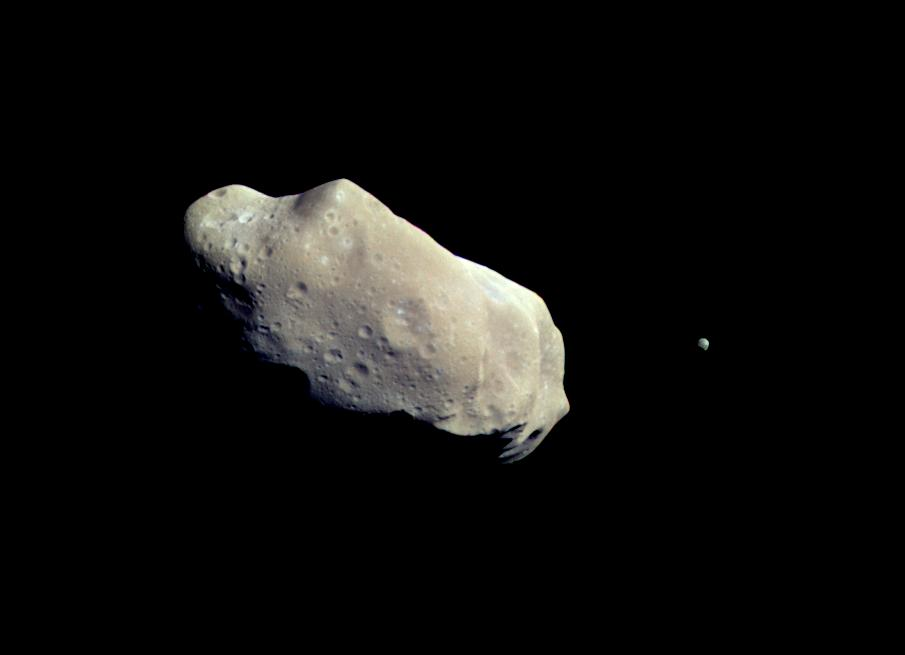
ガリレオが写した小惑星イダ